# Rardi Van Heest
Rardi Van Heest (1968) è un'ex sciatrice alpina canadese.

## Biografia
Specialista delle prove veloci, in Nor-Am Cup la Van Heest vinse la classifica di discesa libera nella stagione 1989-1990; non ottenne piazzamenti in Coppa del Mondo né prese parte a rassegne olimpiche o iridate.

## Palmarès

### Nor-Am Cup
- Vincitrice della classifica di discesa libera nel 1990[senza fonte]